# Schloss Jestädt

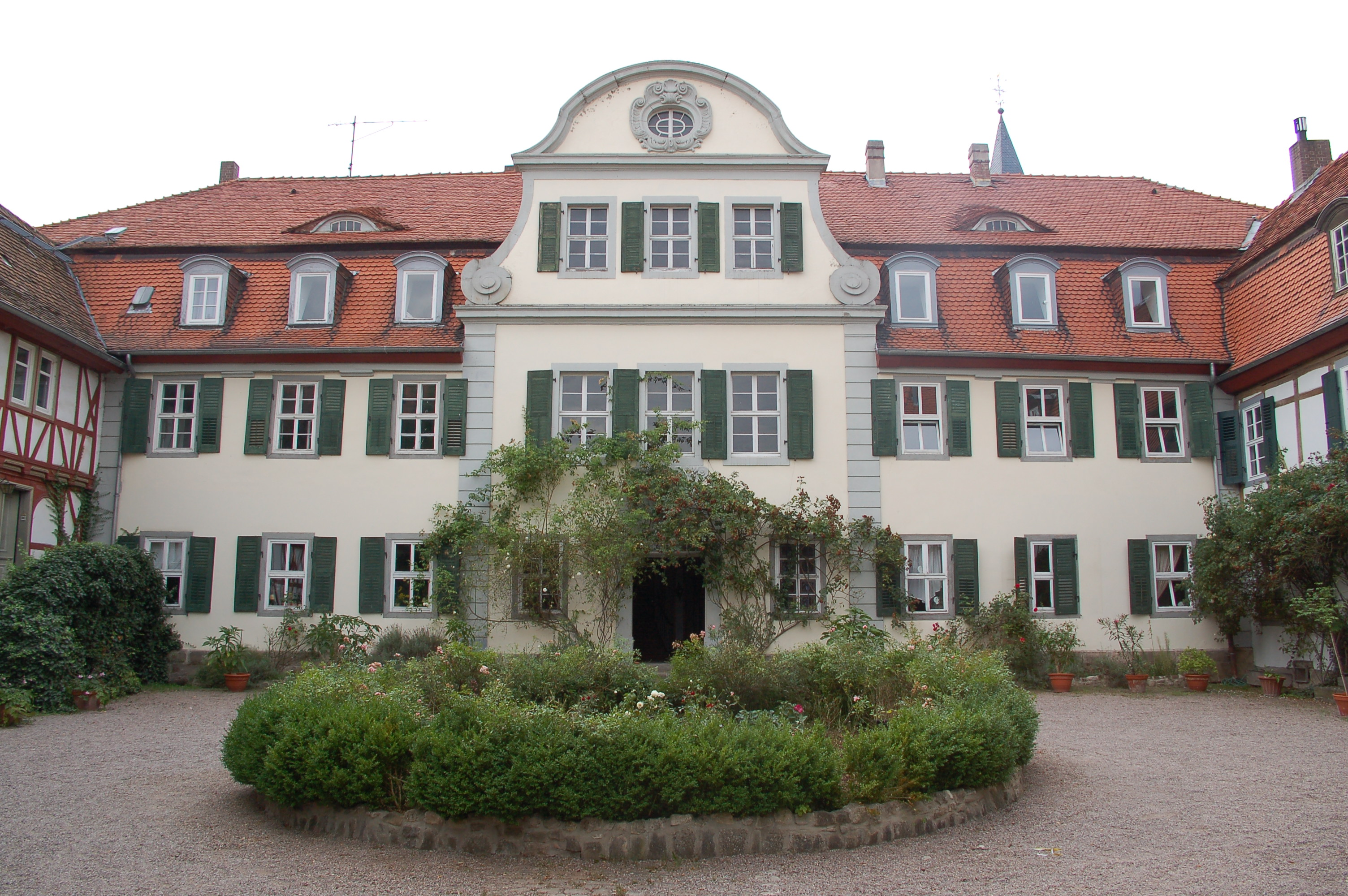
Schloss Jestädt 2008

Schloss Jestädt, eine dreiflügelige Schlossanlage aus dem 16. Jahrhundert, befindet sich im Werra-Meißner-Kreis in der Gemeinde Meinhard und geht auf eine Burganlage aus dem 13. Jahrhundert zurück.

## Geschichte
Die älteste nachweisbare Burganlage zur Sicherung einer Furt über die Werra bei Jestädt datiert aus der Mitte des 13. Jahrhunderts. 1561/62 begann Walrab von Boyneburg-Hohenstein, nachdem er als Obrist in französischen Diensten seinen Abschied genommen hatte, mit dem Bau eines Schlosses auf den noch vorhandenen Fundamenten der ehemaligen Talburg.
Sein Sohn Friedrich Hermann von Boyneburg-Hohenstein (1564–1631) ließ 1612 den Südflügel in repräsentativem Fachwerkgefüge errichten. Im Dreißigjährigen Krieg wurde das Schloss geplündert und verwüstet; 1637 wurde es renoviert und diente fortan den Boyneburgs als Adelssitz.
Nachdem die Jestädter Linie der Boyneburg-Hohensteins 1792 ausstarb, fielen das Schloss und die zugehörigen Gebiete 1795 an die Herren von Eschwege. Dieser Besitz wurde 1802 durch einen Lehensbrief Georg III. bestätigt. Der Nordflügel stammt wohl aus der Mitte des 18. Jahrhunderts. Sein Fachwerkverband ist verputzt. Um 1804 erfolgte der Abbruch des Ostflügels, des Gefängnisturmes und des Tores, der Nordflügel wurde erweitert. Letztmals wurde das Schloss 1906 im neubarocken Stil umgebaut. Die südlich an das Schloss angrenzende Mühle wurde in den 1960er Jahren abgerissen.
Nach dem Zweiten Weltkrieg nahmen die Eschweges Flüchtlinge und Verwandte in ihrem Schloss auf. In den 1970er und 1980er Jahren war das Schloss zwischenzeitlich unbewohnt.

## Heutige Nutzung
1990 wurde das Schloss verkauft und bis 1998 renoviert. Seit 1999 wird es wieder bewohnt und bietet vier Ferienwohnungen an. Auf dem Innenhof sowie im Saal werden zeitweilig Konzerte veranstaltet.